# Zdenko Lučić
Zdenko Lučić rođen je u Ljubuškom 1967. godine, gdje je završio osnovnu školu. Srednju školu završio je u Čitluku. Nakon srednje škole 1986. godine odlazi na odsluženje vojnog roka u JNA ,mornarica. Pravni fakultet u Mostaru upisao je 1987. godine, a diplomirao 22.05.1991. godine. Po završetku studija zapošljava se u Odvjetničkom uredu Grgić u Ljubuškom 1991.g.

## Sport
Atletikom i karateom  počeo se baviti 1980. godine u Ljubuškom, 1985. godine na tradicionalnoj uličnoj utrci u Ljubuškom osvojio je II mjesto; na Svearmijskom natjecanju u JNA - 1986. godine - Mali Lošinj osvoji je I mjesto u vojnom višeboju. Na natjecanju Karate saveza BiH 1988. godine u Mostrau osvojio je II mjesto u srednjoj kategoriji-seniora; 1988. godine, na regionalnom Omladinskom prvenstvu BiH, osvojio je  III mjesto u srednjoj kategoriji. Od 1986. godine kao natjecatelj nastupa za Karate klub Brotnjo Čitluk koji je postao sudionik II Savezne lige Jugoslavije. Na Univerzijadi Jugoslavije u Nišu 15. – 18.05.1989. godine kao predstavnik Karate kluba  Student Mostar- Univerzitet Džemal Bijedić Mostar osvojio je I mjesto u poluteškoj kategoriji (mijenjao Envera Idrizija) i I mjesto ekipno. U Splitu na prvenstvu Dalmacije 1994. godine osvojio je I mjesto u seniorskoj-poluteškoj kategoriji i I mjesto u apsolutnoj kategoriji. Na međunarodnom turniru u Sloveniji - Trbovlje 1994. u kategoriji 80 kilograma osvojio je III mjesto. Dana 3. ožujka 1995. godine, pod brojem : R. 9/95, upisuje u registar Višeg suda u Mostaru Karate savez Hrvatske Republike Herceg Bosne, gdje obnaša dužnost glavnog tajnika. Karate klub Student Zagreb 1998. godine dodijelio mu je Diplomu o položenom majstorskom zvanju 4. Dan. Karate Savez HR- HB 1999. godine dodijelio mu je Diplomu o položenom majstorskom zvanju 5. Dan. Zdenko Lučić danas  aktivno sudjeluje u razvoju karate sporta u europskim zemljama. Utemeljitelj je više karate klubova.

## Uloga uoči i tijekom Domovinskog rata
Kao student prava sudjeluje u organizaciji utemeljenja HDZ BiH, i priprema organizacije obrane od velikosrpske agresije. Po završetku studija  prava, 1991 godine, uz kordinaciju HDZ-a i ministra obrane Republike Hrvatske - Šime Đodana, u srpnju 1991 godine  kao instruktor Specijalnih postrojbi iz Ljubuškoga ,odlazi u postojbe ZNG-a, Kamp Radmanove Mlinice - Omiš. Tijekom Domovinskog rata kao zapovjednik taktičkih postrojbi sudjeluje u mnogim akcijama  od kojih su: oslobađanje vojarni od neprijteljakih postrojbi JNA u Splitu, Sinju, Pločama, sudjeluje u diverzantskim akcijama na moru i kopnu,  izvidničko obavijesnom radu na Južnom bojištu, zapovijeda specijalnom postrojbom na Kupresu u travanju 1992. godine, sudjeluje u ustrojavanju i zapovijedanju Vojnom Policijom HVO -a, 1992 godine. Ustojava i zapovijeda Jedinicom  posebne namjene HVO-a, 1992 godine, ustrojavava i zapovijeda Nastavnim središtem novaka HVO-a, Čapljina 1993. godine. Sudjeluje u ustrojavanju Sektora sigurnosti Ministarstva obrane HR HB 1995. godine. U Zagreb odlazi 1996 godine u Sigurnosno informativnu službu, odjel SIS HRZ i PZO.                

## Politička karijera
U Sarajevu, 31. siječnja i 1. veljače 1997., na 2. Konvenciji Mladeži HDZ BiH, Zdenko Lučić izabran je za predsjednika MHDZ-a BiH. Kao predsjednik MHDZ BiH 1998. godine Zdenko Lučić uveo je Mladež HDZ-a u punopravno članstvo DEMYC-a (Democrat Youth Community of Europe). Urednik je glasila Mladeži HDZ-a koje je izlazilo od 1997. godine do 2000. godine, na nacionalnoj razini (Zagreb). Istovremeno je obnašao dužnost Nacionalnog dopredsjednika HDZ (predsjednik Mario Kapulica).  Na parlamentarnim izborima 1998. godine izabran je za zastupnika HDZ-a u Zastupnički dom Parlamenta federacije BiH. 1999. godine sudjeluje u radu Komisije za informiranje Zastupničkog doma Parlamenta federacije BiH. Nakon 2000. godine Hrvatska je suočena s ozbiljnom socijalnom i nacionalnom krizom, sukob u HDZ-u između Ivića Pašalića i Ive Sanadera. Radi antihrvatskog odnosa vlasti šestorke prema braniteljima i Domovinskom ratu ( uhićenja, umirovljenja generala, omalovažavanje i ponižavanje časnika, dočasnika i vojnika Hrvatske vojske), motivira Zdenka Lučića da se politički angažira, postane  jedan od utemeljitelja nove političke stranke Hrvatski Istinski preporod, čiji predsjednik u siječnju 2002. godine postaje prof.dr. Miroslav Tuđman, a glavni tajnik Zdenko Lučić. Na izvanrednim izborima u Makarski, u ožujku 2002. godine, Zdenko Lučić izabran je za vijećnika Gradskoga vijeća grada Makarska, stranke HIP.

## Gospodarska karijera
Senat sveučilišta u Mostaru 1994. donio je Rješenje o imenovanju Zdenka Lučića u zvanje asistenta na Katedri Trgovačko pravo Ekonomskog fakulteta u Mostaru i katedri Monetarne javne financije na Pravnom fakultetu u Mostaru. Objavio je više znanstvenih radova i knjiga : Trgovačko pravo 1995./97. godine (Logos, Split, ISBN 953-6099-34-9), Međunarodne privrede (Ekonomski i političko - pravni aspekti ), izdavač Logos Split 2001. godine. Rješenjem Agencije za bankarstvo Federacije BiH 27.07.1999. godine imenovan je za Generalnog direktora Dubrovačke banke d.d. Mostar. Aktivno sudjeluje u stabilizaciji bankarskog sustava BiH, fuziranjem više banaka i dovođenjem strateškog partnera .Kao direktor Auro banke d.d. Mostar potpisnik  je USAID programa ,  Auro banke d.d. Mostar i USAID-a, koji zastupa J.Kent Mc.Neil, 2000. godine. u Zastupničkom domu Parlamenta federacije BiH. 1999. godine sudjeluje u radu Komisije za informiranje Zastupničkog doma Parlamenta federacije BiH. Odlukom Predsjedništva BiH, imenovan je članom  Komisije za nazočnost stranih snaga u BiH, 1999. godine.  Glavni tajnik je političke stranke Hrvatski istinski preporod u Zagrebu ,2002./2003.godine. Direktor je prodaje trećeg Mirovinskog stupa Croatia osiguranja d.d. Zagreb 2004./2005.godine. Posredno, preko svojih poduzeća sudjeluje u ekspanziji trgovačkog lanca Lidl u Republici Hrvatskoj, od Dubrovnika do Zadra  2006./2007. godine. Konzultant je za investicije poduzeća (povratnika) iz Kanade i Australije u Republici Hrvatskoj  2008. – 2014. godine. Objavljuje knjigu “Makarska Biro - Korupcija”, 2014. godine gdje opisuje poteškoće s kojima se susreću investitori i povratnici u RH. Aktivno  kao konzultant HSP - AS, sudjeluje u  organizaciji i  izbornoj kampanji Domoljubne koalicije 2014./2015. Upisuje doktorski studij, i 2020.g. očekuje obranu doktorskoga rada na temu “Međunarodni utjecaj na tranziciju kapitala” .

## Stvaralaštvo
- 1991. godine u odvjetničkom uredu Grgić - Ljubuški, kao odvjetnički vježbenik sudjeluje u izradi  akata Hrvatske Zajednice Herceg Bosne, koju je utemeljilo hrvatsko političko vodstvo na čelu s Matom Bobanom. 
- 1992./1993. godine sudjeluje u izradi pravilnika, poslovnika, brošura Hrvatskoga vijeća obrane, kao oružanih snaga i najvišega izvršnog i upravnog tijela Hrvatske Republike Herceg-Bosne. 
- 1994. godine Senat sveučilišta u Mostaru, donio je Rješenje o imenovanju Zdenka Lučića u zvanje asistenta na Katedri Trgovačko pravo Ekonomskog fakulteta u Mostaru i Katedri Monetarne javne financije na Pravnom fakultetu u Mostaru. 
-   1995./1997.godine  objavio je više znanstvenih radova i knjiga : Trgovačko pravo (Logos, Split, ISBN 953-6099-34-9), 
-   1997. – 2000. godine  glavni je urednik  glasila Mladeži HDZ-a koje je izlazilo na nacionalnoj razini -Zagreb.   
-   2000 godine u Znanstveno stručnom časopisu Gaudeamus objavio je rad naslova" Determinante intervalutarnih tečajeva". 
-   2001 godine s grupom autora objavio je knjigu iz Međunarodne privrede (Ekonomski i političko - pravni aspekti ), izdavač Logos Split.  
-   2002 godine urednik je brošure političke stranke Hrvatski istinski preporod - Zagreb, koja je tiskana u 1500  primjeraka. 
-  2014. godine objavio je knjigu Makarska Biro-Korupcija.

## Odlikovanja, nagrade,  priznanja
Hrvatska:
- Spomenica Domovinskog rata 1990. – 1992.

- Spomenica Domovinske zahvalnosti

- Red hrvatskog trolista

- Red hrvatskog pletera

- Red Ante Starčevića
- Medalja Ljeto 95

- Medalja Oluja

- Ured za nacionalnu sigurnost - Plava medalja Hrvatske izvještajne službe

- Ured za nacionalnu sigurnost - Stožer osiguranja - Zahvalnica

- MORH- ZNG-e- Uvjerenje

Međunarodna:
- Military Professional Resources Inc (MPRI)- Diploma

- United States Government - Diploma - osobne sigurnosti

- United States Government - Diploma - obavještajne operacije

- United States Government - Diploma -  sigurnosni nadzor

Bosna i Hercegovina:
- HVO Vojna policija - Domagojev strijelac

- HVO Vojna policija - Značka s posvetom

- Sveučilište u Mostaru - Plaketa

- Grad Ljubuški - Plaketa

Vojno zvanje :
Brigadni general - Sektor sigurnosti
Obitelj :
Oženjen Sandrom, ima troje djece: Lidija, Ivan i Josip.